# Bergedorf (okręg administracyjny)

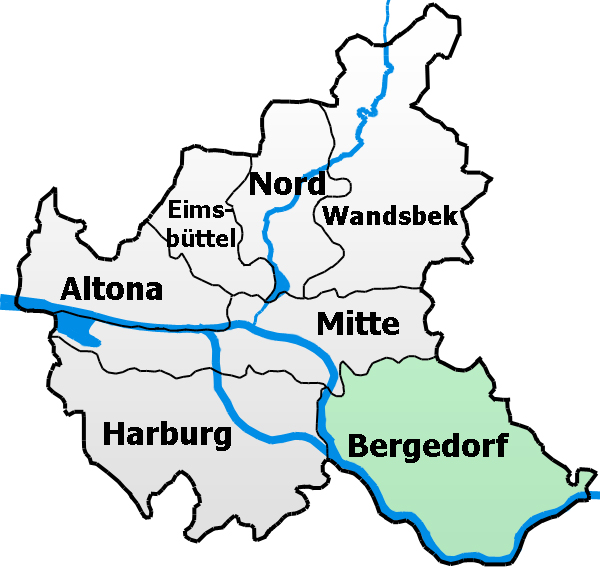
Mapa Hamburga z podziałem na okręgi administracyjne

Dzielnice Bergedorfu

Bergedorf, Bezirk Bergedorf – okręg administracyjny Hamburga, położony na południowy wschód od centrum miasta. 1 stycznia 1938 wcielony do miasta Hamburg na podstawie tzw. ustawy o Wielkim Hamburgu (niem. Groß-Hamburg-Gesetz) z 26 stycznia 1937 roku. 

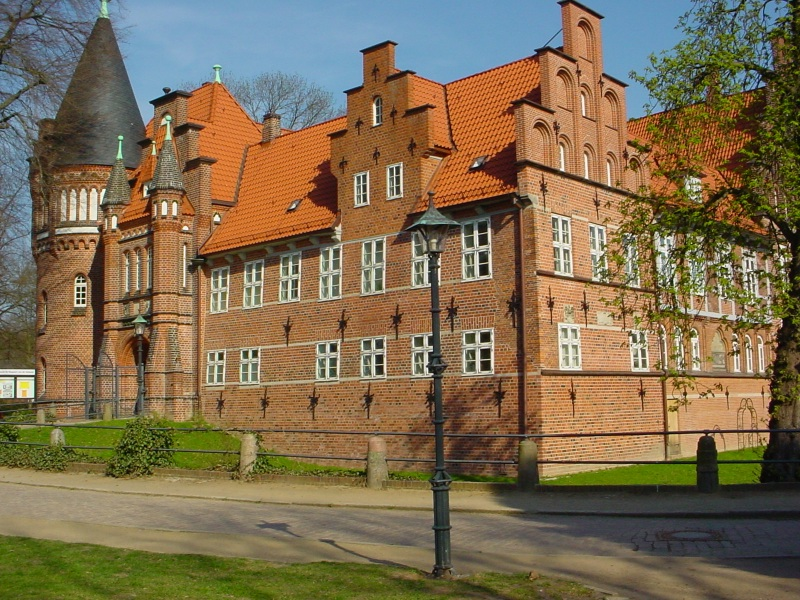
Zamek Bergedorf

## Dzielnice
W skład okręgu wchodzi 14 dzielnic (Stadtteil)
1. Allermöhe
2. Altengamme
3. Bergedorf
4. Billwerder
5. Curslack
6. Kirchwerder
7. Lohbrügge
8. Moorfleet
9. Neuallermöhe
10. Neuengamme
11. Ochsenwerder
12. Reitbrook
13. Spadenland
14. Tatenberg